# 日本をゆっくり走ってみたよ〜あの娘のために日本一周〜
『日本をゆっくり走ってみたよ〜あの娘のために日本一周〜』（にほんをゆっくりはしってみたよ あのこのためににほんいっしゅう）は、吉本浩二による日本の漫画作品。『漫画アクション』（双葉社）にて、2010年40号から連載。
2013年に発売された「1980年代以降の青春マンガをクローズアップしたマンガガイド」である『まんが秘宝 男のための青春まんがクロニクル』（洋泉社）では、本作も2000年代の作品として掲載された。
2017年10月に実写ドラマ化。

## あらすじ
漫画家の吉本浩二は、抱えていた連載が全て終わってしまい、途方に暮れていた。しかし、そんな自分を変えたいと考え、趣味のバイクで日本一周の旅に出ること、8歳年下の片思いの相手・Eさんに告白することを決心する。彼のEさんへの恋と旅先での古い友人や見知らぬ人とのふれあい、日本各地の情景などを描く。

## 登場人物
吉本 浩二（よしもと こうじ）
『日本をゆっくり走ってみたよ〜あの娘のために日本一周〜』の主人公であり、本作の作者。富山県出身の漫画家。36歳で独身、小太りで口下手、不器用で女性に縁がない。以前に編集者とのお花見の席で出会った8歳年下の女性・Eさんに片思いをしている。抱えていたマンガの連載が全て終わってしまい、新たな仕事がない状態で悶々としていたが、そんな自分を変えるために、趣味のバイクで日本一周の旅に出ること、そしてその旅から帰ってきたらEさんに告白することを決意する。 名古屋の大学を卒業しており、全国に友人がいる。
Eさん
吉本浩二の片思いの相手。元書店員の28歳の女性で、吉本とは編集者とのお花見に同席したことがきっかけで知り合う。現在は栃木県宇都宮市在住。明るくさっぱりした性格。
迫田（さこた）
吉本の大学時代のサークルの先輩。気さくで面倒見のいい性格。大学での同級生と結婚し、そのまま名古屋で暮らしている。
坂田（さかた）
吉本が淡路島を訪れた際に出会った21歳の青年。実家は食堂を営んでおり、店を継ぐために淡路島に残っているが、そのことに不安を抱えている節がある。
野々瀬（ののせ）
吉本浩二の大学時代の友人。徳島県出身で、現在も徳島県で暮らす。明るい性格の女性で、四国を訪れた吉本と会い、彼の恋を応援する。
大学時代の憧れの女性
氏名は登場しない。吉本が大学時代に憧れていた女性。島根県出身。大学卒業後に故郷に戻って結婚し、現在は大阪府で暮らしている。
竹原 康之（たけはら やすゆき）
吉本の元アシスタント。真面目な性格で、不動産業を営む父親が病に倒れたことをきっかけに漫画家への道をあきらめ、現在は地元の神戸に戻り、家業を継ぐための勉強中。
吉本浩二の母（よしもとこうじのはは）
昭和21年生まれ。明るく子供想いだが、少々頭に血が上りやすい。吉本の父の浮気が発覚し、離婚を切り出す。
吉本浩二の父（よしもとこうじのちち）
吉本が帰省する少し前に、浮気をしていたことが発覚し、吉本の母と険悪な雰囲気になる。
吉本浩二の兄（よしもとこうじのあに）
吉本同様、口下手で、コミュニケーションが得意ではないタイプだが、弟の吉本とは違い、既婚者で現在は地元・富山県で家族と暮らす。弟思いな性格で、吉本の作品の単行本は全て自宅に揃えている。
大田実（おおたみのる）
吉本の高校時代の友人。地元・富山県の食品メーカーに就職し、営業マンとして働いている。吉本同様に独身で女性に縁がない。見栄っ張りな性格。
木島（きじま）
吉本の大学時代の同級生。大学時代は牧場で吉本とともにアルバイトをしていた。現在は北海道で養鶏場を営む。3人の息子がいる。

## 制作背景
もともと旅を漫画に描くというのは、Eさんに会うための口実であった。しかしEさんは恋愛感情というより、「作品作りの中でイメージ的に私を持ってきているんだろう」と考えていた。吉本が「この旅は半分仕事みたいな感じ」であると伝えていたためである。それにより、「マンガを見るまで、ここまでのヒロイン役になっているなんて思わなかった」という、結果的に誤解を招くこととなった。
2010年12月7日、第1話目が『漫画アクション』に掲載された日に、吉本はEさんをモデルとしたキャラクターを登場させたと本人に事後報告を行った。「マンガの中で軽く登場させたように誤解」するような報告であったため、Eさんは軽い気持ちで『漫画アクション』を購入し、電車で呼んだところ、恥ずかしくなったという。Eさんの設定はイニシャル含め、実際のものとは少し変更されていたが、意中の女性を何人か混ぜていたわけではなく、特定をできないようにする配慮である。しかし出身地と誕生日は変更されていない。

## 書誌情報
- 吉本浩二『日本をゆっくり走ってみたよ〜あの娘のために日本一周〜』双葉社〈アクションコミックス〉、全2巻
  1. 2011年7月12日発売[8]、ISBN 978-4-575-83925-8
  2. 2011年10月28日発売[9]、ISBN 978-4-575-83980-7

## ドラマ
Amazonプライム・ビデオにて、2017年10月20日から毎週金曜日に配信された。

### キャスト
- 吉本浩二 - 濱田岳[4]
- 恵理 - 本仮屋ユイカ[4]

#### ゲスト
EP1
- 佐田：山中崇
- 佐田の妻：雛形あきこ

EP2
- スタンドの店員：渡辺哲
- 戸塚：松尾諭（7・11）

EP3
- 石島：マキタスポーツ
- 野瀬：臼田あさ美

EP4
- 元子：黒川芽以

EP5
- キャンプ場の主人：野添義弘
- バイカーの女性：山崎紘菜
- 梅原：入江甚儀（6・9）

EP6
- 梅原父：笑福亭鶴光
- 梅原母：清水よし子
- 永井：田中要次

EP7
- バーテン：肥後克広

EP8
- 吉本母：室井滋（9・10）
- 吉本父：平田満（9・10）
- 太田：駒木根隆介（10）
- 吉本兄：川口覚（9）

EP10
- バイク乗りのおじさん：宇梶剛士

EP11
- 昌江：山田真歩

EP12
- 小林：忍成修吾
- 村田：阿部進之介
- セク山：森下能幸
- 加奈：山崎紘菜

EP14
- 山家：要潤

### スタッフ
- 原作 - 吉本浩二『日本をゆっくり走ってみたよ〜あの娘のために日本一周〜』（『漫画アクション』双葉社刊）[5]
- 監督 - 湯浅典子[5]
- 脚本 - 前田司郎[5]

### 配信リスト
| #    | 配信日          | 内容                                                                        |
| ---- | --------------- | --------------------------------------------------------------------------- |
| EP1  | 2017年 10月20日 | 日本一周、はじめて見たよ。【静岡→三重編】                                   |
| EP2  | 2017年 10月20日 | バイク一人旅の現実、痛感してみたよ【三重→四国編】                           |
| EP3  | 10月27日        | 友達と恋バナに花を咲かせてみたよ【四国編】                                  |
| EP4  | 11月3日         | 好きな人を想いながら、元・好きな人に会ってみたよ【四国→大阪編】             |
| EP5  | 11月10日        | 絶好調な俺、感じてみたよ【淡路→神戸編】                                     |
| EP6  | 11月17日        | 言いたいことも言えないこんな俺だけど、夜に助けられてみたよ【神戸→小豆島編】 |
| EP7  | 11月24日        | 流れ流され南の果てまで来てみたよ【岡山→九州・沖縄編】                       |
| EP8  | 12月1日         | 母ちゃんから呼び出し食らってみたよ【鹿児島→富山編】                         |
| EP9  | 12月8日         | 結婚とか家族とか、ちょっと真面目に考えてみたよ【富山編】                    |
| EP10 | 12月17日        | 男の友情、海で確かめあってみたよ【富山→新潟編】                             |
| EP11 | 12月22日        | あの娘のもとまで日本逆走してみたよ【金沢→北海道編】                         |
| EP12 | 12月29日        | 嵐の夜に運命的な再会してみたよ【北海道編】                                  |
| EP13 | 2018年 1月5日   | 同じ気持ちの2人で最北端まで走ってみたよ【北海道→東北編】                    |
| EP14 | 1月12日         | とうとうこの日を迎えてみたよ【旅の終わり編】                                |

### 製作
「原作で吉本が旅に出発した時期に即す」ため、2017年5月に撮影を開始。本作のために吉本役の濱田岳はバイクの免許を取得。日本を一周する撮影は約3カ月間行われ、マイクロバスでの総走行距離は約2万740キロメートルであった。濱田によると「最高のキャストやスタッフとバイクで日本を一周するという、なかなか珍しく、そして体力的にもハードな作品」だが、「Amazonでないと作れないスケール」で「ほぼ確実に皆様が見た事のないロードムービーコメディドラマ」となった。